# Praxisgemeinschaft
Als Praxisgemeinschaft bezeichnet man eine Kooperationsform von Vertragsärzten und Vertragspsychotherapeuten. Es handelt sich dabei um einen Zusammenschluss von zwei oder mehreren Ärzten bzw. Psychotherapeuten zur Ausübung der Tätigkeit in gemeinsamen Praxisräumen mit gemeinsamem Personal. 
Die Ärzte bzw. Psychotherapeuten üben allerdings im Gegensatz zur Berufsausübungsgemeinschaft (früher: Gemeinschaftspraxis), die in der Regel in Form einer Gesellschaft des bürgerlichen Rechts betrieben wird, oder zum Medizinischen Versorgungszentrum die ärztliche oder psychotherapeutische Tätigkeit nicht gemeinschaftlich aus und bilden keine wirtschaftliche Abrechnungsgemeinschaft, sondern lediglich eine Kostengemeinschaft. In Praxisgemeinschaften treten im Behandlungsvertrag und im Abrechnungsverhältnis zu der jeweiligen Kassenärztlichen Vereinigung die Ärzte bzw. Psychotherapeuten selbständig auf und rechnen jeder für sich ab.
Gleiches gilt für Praxisgemeinschaften von Zahnärzten, die mit ihrer jeweiligen Kassenzahnärztlichen Vereinigung abrechnen. Es handelt sich um mehrere rechtlich selbständige Arztpraxen in gemeinsam betriebenen Räumen mit gemeinsam genutztem Inventar und gemeinsam beschäftigtem Personal.